# 六砷化四铯
六砷化四铯是一种无机化合物，化学式为Cs4As6，它可由砷和铯按化学计量比反应制得。它可以以正交晶系Fmmm空间群结晶。它和铯、铝（或镓）在950 K的铌制安瓿中反应，可以得到Cs6M2As4（M=Al, Ga）。